# Praha (Texas)
Praha je nezačleněné území ve Fayette County v americkém státě Texas, které leží cca 85 km na jihovýchod od Austinu. Bylo založeno českými přistěhovalci v roce 1854.

## Historie
Původní název osady, na kterém vyrostla Praha, bylo Mulberry, takové jméno dali místu první angličtí osadníci James C. Duff, William Criswell a Leroy Criswell. Toto místo bylo známé i pod jménem Hottentot, které patrně vzniklo podle psanců žijících v okolí.
První čeští přistěhovalci sem přišli v roce 1854, kdy na tomto místě Čech Mathias Novak zakoupil 100 akrů půdy, na které postavil dům. V něm probíhaly první české městské oslavy. Jeho příchod přilákal další české usedlíky, kterými byli John Baca, Joseph Vyuiala, Andreas Gallia, Joseph Hajek, Frank Vacl, a George Morysek. V roce 1858 bylo město pojmenováno Praha na počest hlavního města rodné země.
Toto malé město v následujících letech pozvolna rostlo. V roce 1865 Joseph Bithowski, cisterciácký kněz, nechal postavit malý kostel a o půlnoci na Štědrý den toho roku byla sloužena první mše. V roce 1868 byla založena veřejná škola a v osmdesátých letech devatenáctého století byly v texaské Praze tři obchody, restaurace a nový kostel, který sloužil jako mateřská farnost pro okolní městečka. Pošta byla otevřena v roce 1884, v roce 1896 pak založena česká katolická škola.
Po roce 1873 začala Praha postupně upadat, protože železniční společnost Southern Pacific Railroad položila koleje asi kilometr a půl severně. V blízkosti kolejí bylo založeno nové město Flatonia a toto nové město začalo přetahovat veškeré podnikání.
Na svém vrcholu v osmdesátých letech devatenáctého století měla Praha přibližně 700 obyvatel, naopak v průběhu dvacátého století počet obyvatel nikdy nepřekročil sto. V roce 1906 byla uzavřena pošta, v roce 1968 klesla populace městečka na pouhých 25 lidí a nakonec roku 1973 byla uzavřena jak obecní, tak veřejná škola.
V tomto pomalu vymírajícím městečku je zajímavý malovaný kostel Svaté Marie (anglicky St. Mary's Church) ve stylu americké gotiky, kolem kterého se vždy od roku 1855 v polovině srpna pořádá slavnost Praha Fest. Každoročně zazní polka a jsou připravované tradiční české koláče s poamerikanizovaným jménem kolaches. Toto jméno se pro pečivo více či méně podobné našim koláčům používá po celých USA.
Za druhé světové války získala Praha v Texasu smutné prvenství; měla nejvíce mrtvých vojáků v poměru k celkové populaci města. Nejtragičtější byl rok 1944, kdy zahynulo 9 vojáků. V okolí města jsou tři kapličky věnované právě těmto obětem.
Tyto ztráty vedly k velkým sporům a potyčkám s německými obyvateli okolních vesnic.